# Ситники (Юкаменський район)
Си́тники (рос. Ситники) — присілок у складі Юкаменського району Удмуртії, Росія.
Населення — 2 особи (2010; 4 в 2002).
Національний склад (2002):
- удмурти — 75 %